# 29. Division (Deutsches Kaiserreich)
Die 29. Division, für die Dauer des mobilen Verhältnisses auch als 29. Infanterie-Division bezeichnet, war ein Großverband der Preußischen Armee.

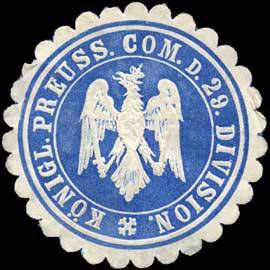
Siegelmarke der 29. Division

## Gliederung
Die Division war Teil des XIV. Armee-Korps.

### Friedensgliederung 1914
- 57. Infanterie-Brigade in Freiburg im Breisgau
  - 5. Badisches Infanterie-Regiment Nr. 113 in Freiburg im Breisgau (Karlskaserne, Erbgroßherzog-Friedrich-Kaserne)
  - 6. Badisches Infanterie-Regiment „Kaiser Friedrich III.“ Nr. 114 in Konstanz
- 58. Infanterie-Brigade in Mülhausen im Elsass
  - 4. Badisches Infanterie-Regiment „Prinz Wilhelm“ Nr. 112 in Mülhausen
  - 7. Badisches Infanterie-Regiment Nr. 142 in Mülhausen im Elsass, II. Bataillon Müllheim in Baden
- 84. Infanterie-Brigade in Lahr
  - 8. Badisches Infanterie-Regiment Nr. 169 in Lahr und III. Bataillon Villingen
  - 9. Badisches Infanterie-Regiment Nr. 170 in Offenburg und III. Bataillon Donaueschingen
- 29. Kavallerie-Brigade in Mülhausen im Elsass
  - 3. Badisches Dragoner-Regiment „Prinz Karl“ Nr. 22 in Mülhausen im Elsass
  - Jäger-Regiment zu Pferde Nr. 5 in Mülhausen im Elsass
- 29. Feldartillerie-Brigade in Freiburg im Breisgau
  - 2. Badisches Feldartillerie-Regiment Nr. 30 in Rastatt
  - 5. Badisches Feldartillerie-Regiment Nr. 76 in Freiburg im Breisgau (Karlskaserne)

### Kriegsgliederung bei Mobilmachung 1914
- 57. Infanterie-Brigade
  - 5. Badisches Infanterie-Regiment Nr. 113
  - 6. Badisches Infanterie-Regiment „Kaiser Friedrich III.“ Nr. 114
- 58. Infanterie-Brigade
  - 4. Badisches Infanterie-Regiment „Prinz Wilhelm“ Nr. 112
  - 7. Badisches Infanterie-Regiment Nr. 142
- 84. Infanterie-Brigade
  - 8. Badisches Infanterie-Regiment Nr. 169
  - 9. Badisches Infanterie-Regiment Nr. 170
- 3. Badisches Dragoner-Regiment „Prinz Karl“ Nr. 22
- 29. Feldartillerie-Brigade
  - 2. Badisches Feldartillerie-Regiment Nr. 30
  - 5. Badisches Feldartillerie-Regiment Nr. 76
- 1. Kompanie/Pionier-Bataillon Nr. 14

### Kriegsgliederung 1918
- 58. Infanterie-Brigade
  - 4. Badisches Infanterie-Regiment „Prinz Wilhelm“ Nr. 112
  - 5. Badisches Infanterie-Regiment Nr. 113
  - 7. Badisches Infanterie-Regiment Nr. 142
  - 4. Eskadron/Jäger-Regiment zu Pferde Nr. 5
- Artillerie-Kommandeur Nr. 67
  - 2. Badisches Feldartillerie-Regiment Nr. 30
- Pionier-Bataillon Nr. 130
- Divisions-Nachrichten-Kommandeur Nr. 29

## Geschichte
Die Division wurde am 1. Juli 1871 errichtet und hatte ihr Hauptquartier in Freiburg im Breisgau. Während des Ersten Weltkriegs war der Großverband ausschließlich an der Westfront im Einsatz. Nach dem Waffenstillstand von Compiègne marschierte die Truppe in die Heimat zurück, wurde demobilisiert und bis Ende 1918 schließlich aufgelöst.

### Gefechtskalender

#### 1914
- 31. Juli bis 8. August – Grenzschutz an der burgundischen Pforte (Teile der Division)
- 09. bis 10. August – Gefecht bei Sennheim-Mülhausen
- 20. bis 22. August – Schlacht in Lothringen
- 22. August bis 14. September – Schlacht vor Nancy-Epinal
- 18. September bis 3. Oktober – Kämpfe zwischen Maas und Mosel
- 04. bis 13. Oktober – Schlacht bei Arras
- 13. Oktober bis 13. Dezember – Stellungskämpfe in Flandern und Artois
  - 15. bis 28. Oktober – Schlacht bei Lille
- 14. bis 24. Dezember – Dezemberschlacht in Französisch-Flandern
- ab 25. Dezember – Stellungskämpfe in Flandern und Artois

#### 1915
- bis 8. Mai – Stellungskämpfe in Flandern und Artois
- 09. Mai bis 20. Juni – Schlacht bei La Bassée und Arras
- 21. Juni bis 21. September – Stellungskämpfe in der Champagne
- 22. September bis 3. November – Herbstschlacht in der Champagne
- 04. November bis 31. Dezember – Stellungskämpfe in der Champagne

#### 1916
- 01. Januar bis 4. Oktober – Stellungskämpfe in der Champagne
- 05. Oktober bis 26. November – Schlacht an der Somme
- ab 27. November – Stellungskämpfe an der Somme

#### 1917
- bis 15. März – Stellungskämpfe an der Somme
- 16. bis 29. März – Kämpfe vor der Siegfriedfront
- 06. April bis 3. Mai – Doppelschlacht Aisne-Champagne
- 04. Mai bis 9. Juli – Stellungskämpfe in der Champagne
- ab 10. Juli – Stellungskämpfe vor Verdun

#### 1918
- bis 10. April – Stellungskämpfe vor Verdun
- 10. bis 29. April – Schlacht um den Kemmelberg
- 30. April bis 25. Juli – Stellungskrieg in Flandern
- 26. Juli bis 3. August – Bewegliche Abwehrschlacht zwischen Marne und Vesle
- 04. August bis 3. September – Stellungskämpfe an der Vesle
- 04. bis 11. September – Kämpfe vor der Siegfriedfront
- 11. September bis 3. Oktober – Kämpfe in der Siegfriedstellung bei der 9. Armee
- 03. bis 9. Oktober – Abwehrschlacht zwischen Cambrai und St. Quentin
- 10. Oktober bis 4. November – Kämpfe vor und in der Hermannstellung
- 05. bis 11. November – Rückzugskämpfe vor der Antwerpen-Maas-Stellung
- ab 12. November – Räumung des besetzten Gebietes und Marsch in die Heimat

## Kommandeure
| Dienstgrad                   | Name                           | Datum                                         |
| ---------------------------- | ------------------------------ | --------------------------------------------- |
| Generalleutnant              | Adolf von Glümer               | 01. Juli 1871 bis 7. März 1873                |
| Generalleutnant              | Emil von Woyna                 | 08. März 1873 bis 14. August 1876             |
| Generalmajor/Generalleutnant | Karl von Scheffler             | 15. August 1876 bis 9. Dezember 1881          |
| Generalleutnant              | Rudolf von Bercken             | 13. Dezember 1881 bis 2. November 1885        |
| Generalleutnant              | Ludwig von Petersdorff         | 03. November 1885 bis 18. September 1888      |
| Generalleutnant              | Eberhard von Mantey            | 19. September 1888 bis 15. Februar 1892       |
| Generalleutnant              | Albert von Schleinitz          | 16. Februar 1892 bis 10. April 1893           |
| Generalleutnant              | Friedrich von Baden            | 11. April 1893 bis 26. Januar 1897            |
| Generalmajor/Generalleutnant | Ernst von Bülow                | 27. Januar bis 16. April 1897 (in Vertretung) |
| Generalleutnant              | Ernst von Bülow                | 17. April bis 31. August 1897                 |
| Generalleutnant              | Moritz von Bissing             | 01. September 1897 bis 17. Mai 1901           |
| Generalleutnant              | Joseph von Fallois             | 18. Mai 1901 bis 3. April 1907                |
| Generalleutnant              | Emil von Schickfuß und Neudorf | 04. April 1907 bis 21. März 1910              |
| Generalleutnant              | Berthold von Deimling          | 22. März 1910 bis 31. März 1913               |
| Generalleutnant              | August Isbert                  | 01. April 1913 bis 3. August 1916             |
| Generalmajor                 | Hermann von der Heyde          | 04. August 1916 bis 6. August 1918            |
| Generalmajor                 | Richard von Berendt            | 07. August bis 10. Dezember 1918              |